# San Jose Classic
San Jose Classic (dawniej Stanford Classic) – kobiecy turniej tenisowy kategorii WTA 500 zaliczany do cyklu WTA Tour rozgrywany na kortach twardych w amerykańskim San Jose.
W latach 1971–1977 i 1987 zawody odbywały się w San Francisco, w latach 1978–1996 w Oakland, a w latach 1997–2017 w Stanford. W 2018 roku władze WTA podjęły decyzję o przeniesieniu rozgrywek do San Jose.
W 1978 roku nie odbył się turniej gry podwójnej.
Wcześniej turniej rozgrywany był pod innymi nazwami:
- British Motor Cars Invitational (1971–1973)
- Virginia Slims of San Francisco (1974–1977)
- Virginia Slims of Oakland (1978–1979)
- Avon Championships of California (1980–1982)
- Virginia Slims of California (1983–1991)
- Bank of the West Classic (1992–2017)
- Mubadala Silicon Valley Classic (od 2018)

## Mecze finałowe

### Gra pojedyncza
| Rok  | Zwyciężczyni                                 | Finalistka                                   | Wynik                                        |
| 2022 | Darja Kasatkina                              | Shelby Rogers                                | 6:7(2), 6:1, 6:2                             |
| 2021 | Danielle Collins                             | Darja Kasatkina                              | 6:3, 6:7(10), 6:1                            |
| 2020 | Turniej anulowano z powodu pandemii COVID-19 | Turniej anulowano z powodu pandemii COVID-19 | Turniej anulowano z powodu pandemii COVID-19 |
| 2019 | Zheng Saisai                                 | Aryna Sabalenka                              | 6:3, 7:6(3)                                  |
| 2018 | Mihaela Buzărnescu                           | Maria Sakari                                 | 6:1, 6:0                                     |
| 2017 | Madison Keys                                 | Coco Vandeweghe                              | 7:6(4), 6:4                                  |
| 2016 | Johanna Konta                                | Venus Williams                               | 7:5, 5:7, 6:2                                |
| 2015 | Angelique Kerber                             | Karolína Plíšková                            | 6:3, 5:7, 6:4                                |
| 2014 | Serena Williams                              | Angelique Kerber                             | 7:6(1), 6:3                                  |
| 2013 | Dominika Cibulková                           | Agnieszka Radwańska                          | 3:6, 6:4, 6:4                                |
| 2012 | Serena Williams                              | Coco Vandeweghe                              | 7:5, 6:3                                     |
| 2011 | Serena Williams                              | Marion Bartoli                               | 7:5, 6:1                                     |
| 2010 | Wiktoryja Azaranka                           | Marija Szarapowa                             | 6:4, 6:1                                     |
| 2009 | Marion Bartoli                               | Venus Williams                               | 6:2, 5:7, 6:4                                |
| 2008 | Aleksandra Wozniak                           | Marion Bartoli                               | 7:5, 6:3                                     |
| 2007 | Anna Czakwetadze                             | Sania Mirza                                  | 6:3, 6:2                                     |
| 2006 | Kim Clijsters                                | Patty Schnyder                               | 6:4, 6:2                                     |
| 2005 | Kim Clijsters                                | Venus Williams                               | 7:5, 6:2                                     |
| 2004 | Lindsay Davenport                            | Venus Williams                               | 7:6(4), 5:7, 7:6(4)                          |
| 2003 | Kim Clijsters                                | Jennifer Capriati                            | 4:6, 6:4, 6:2                                |
| 2002 | Venus Williams                               | Kim Clijsters                                | 6:3, 6:3                                     |
| 2001 | Kim Clijsters                                | Lindsay Davenport                            | 6:4, 6:7(5), 6:1                             |
| 2000 | Venus Williams                               | Lindsay Davenport                            | 6:1, 6:4                                     |
| 1999 | Lindsay Davenport                            | Venus Williams                               | 7:6(1), 6:2                                  |
| 1998 | Lindsay Davenport                            | Venus Williams                               | 6:4, 5:7, 6:4                                |
| 1997 | Martina Hingis                               | Conchita Martínez                            | 6:0, 6:2                                     |
| 1996 | Martina Hingis                               | Monica Seles                                 | 6:2, 6:0                                     |
| 1995 | Magdalena Maleewa                            | Ai Sugiyama                                  | 6:3, 6:4                                     |
| 1994 | Arantxa Sánchez Vicario                      | Martina Navrátilová                          | 1:6, 6:4, 7:6                                |
| 1993 | Martina Navrátilová                          | Zina Garrison                                | 6:2, 7:6(1)                                  |
| 1992 | Monica Seles                                 | Martina Navrátilová                          | 6:3, 6:4                                     |
| 1991 | Martina Navrátilová                          | Monica Seles                                 | 6:3, 3:6, 6:3                                |
| 1990 | Monica Seles                                 | Martina Navrátilová                          | 6:3, 7:6                                     |
| 1989 | Zina Garrison                                | Łarysa Neiland                               | 6:1, 6:1                                     |
| 1988 | Martina Navrátilová                          | Łarysa Neiland                               | 6:1, 6:2                                     |
| 1987 | Zina Garrison                                | Sylvia Hanika                                | 7:5, 4:6, 6:3                                |
| 1986 | Chris Evert                                  | Kathy Jordan                                 | 6:2, 6:4                                     |
| 1985 | Hana Mandlíková                              | Chris Evert                                  | 6:2, 6:4                                     |
| 1984 | Hana Mandlíková                              | Martina Navrátilová                          | 7:6(6), 3:6, 6:4                             |
| 1983 | Bettina Bunge                                | Sylvia Hanika                                | 6:3, 6:3                                     |
| 1982 | Andrea Jaeger                                | Chris Evert                                  | 7:6(5), 6:4                                  |
| 1981 | Andrea Jaeger                                | Virginia Wade                                | 6:3, 6:1                                     |
| 1980 | Martina Navrátilová                          | Evonne Goolagong                             | 6:1, 7:6(4)                                  |
| 1979 | Martina Navrátilová                          | Chris Evert                                  | 7:5, 7:5                                     |
| 1978 | Martina Navrátilová                          | Evonne Goolagong                             | 7:6(0), 6:4                                  |
| 1977 | Sue Barker                                   | Virginia Wade                                | 6:3, 6:4                                     |
| 1976 | Chris Evert                                  | Evonne Goolagong                             | 7:5, 7:6(2)                                  |
| 1975 | Chris Evert                                  | Billie Jean King                             | 6:1, 6:1                                     |
| 1974 | Billie Jean King                             | Chris Evert                                  | 7:6(2), 6:2                                  |
| 1973 | Margaret Smith Court                         | Kerry Ann Reid                               | 6:3, 6:3                                     |
| 1972 | Billie Jean King                             | Kerry Ann Reid                               | 7:6, 7:6                                     |
| 1971 | Billie Jean King                             | Rosie Casals                                 | 6:3, 6:4                                     |

### Gra podwójna
| Rok  | Zwyciężczynie                                | Finalistki                                     | Wynik                                        |
| 2022 | Xu Yifan Yang Zhaoxuan                       | Shūko Aoyama Chan Hao-ching                    | 7:5, 6:0                                     |
| 2021 | Darija Jurak Andreja Klepač                  | Gabriela Dabrowski Luisa Stefani               | 6:1, 7:5                                     |
| 2020 | Turniej anulowano z powodu pandemii COVID-19 | Turniej anulowano z powodu pandemii COVID-19   | Turniej anulowano z powodu pandemii COVID-19 |
| 2019 | Nicole Melichar Květa Peschke                | Shūko Aoyama Ena Shibahara                     | 6:4, 6:4                                     |
| 2018 | Latisha Chan Květa Peschke                   | Ludmyła Kiczenok Nadija Kiczenok               | 6:4, 6:1                                     |
| 2017 | Abigail Spears Coco Vandeweghe               | Alizé Cornet Alicja Rosolska                   | 6:2, 6:3                                     |
| 2016 | Raquel Atawo Abigail Spears                  | Darija Jurak Anastasija Rodionowa              | 6:3, 6:4                                     |
| 2015 | Xu Yifan Zheng Saisai                        | Anabel Medina Garrigues Arantxa Parra Santonja | 6:1, 6:3                                     |
| 2014 | Garbiñe Muguruza Carla Suárez Navarro        | Paula Kania Kateřina Siniaková                 | 6:2, 4:6, 10–5                               |
| 2013 | Raquel Kops-Jones Abigail Spears             | Julia Görges Darija Jurak                      | 6:2, 7:6(4)                                  |
| 2012 | Marina Erakovic Heather Watson               | Jarmila Gajdošová Vania King                   | 7:5, 7:6(7)                                  |
| 2011 | Wiktoryja Azaranka Marija Kirilenko          | Liezel Huber Lisa Raymond                      | 6:1, 6:3                                     |
| 2010 | Lindsay Davenport Liezel Huber               | Chan Yung-jan Zheng Jie                        | 7:5, 6:7(8), 10–8                            |
| 2009 | Serena Williams Venus Williams               | Chan Yung-jan Monica Niculescu                 | 6:4, 6:1                                     |
| 2008 | Cara Black Liezel Huber                      | Jelena Wiesnina Wiera Zwonariowa               | 6:4, 6:3                                     |
| 2007 | Sania Mirza Szachar Pe’er                    | Wiktoryja Azaranka Anna Czakwetadze            | 6:4, 7:6(5)                                  |
| 2006 | Anna-Lena Grönefeld Szachar Pe’er            | Maria Elena Camerin Gisela Dulko               | 6:1, 6:4                                     |
| 2005 | Cara Black Rennae Stubbs                     | Jelena Lichowcewa Wiera Zwonariowa             | 6:3, 7:5                                     |
| 2004 | Eleni Daniilidu Nicole Pratt                 | Iveta Benešová Claudine Schaul                 | 6:2, 6:4                                     |
| 2003 | Cara Black Lisa Raymond                      | Cho Yoon-jeong Francesca Schiavone             | 7:6(5), 6:1                                  |
| 2002 | Lisa Raymond Rennae Stubbs                   | Janette Husárová Conchita Martínez             | 6:1, 6:1                                     |
| 2001 | Janet Lee Wynne Prakusya                     | Nicole Arendt Caroline Vis                     | 3:6, 6:3, 6:3                                |
| 2000 | Chanda Rubin Sandrine Testud                 | Cara Black Amy Frazier                         | 6:4, 6:4                                     |
| 1999 | Lindsay Davenport Corina Morariu             | Anna Kurnikowa Jelena Lichowcewa               | 6:4, 6:4                                     |
| 1998 | Lindsay Davenport Natalla Zwierawa           | Łarysa Neiland Ołena Tatarkowa                 | 6:4, 6:4                                     |
| 1997 | Lindsay Davenport Martina Hingis             | Conchita Martínez Patricia Tarabini            | 6:1, 6:3                                     |
| 1996 | Lindsay Davenport Mary Joe Fernández         | Nathalie Tauziat Gigi Fernández                | 6:1, 6:3                                     |
| 1995 | Lori McNeil Helena Suková                    | Katrina Adams Zina Garrison                    | 3:6, 6:4, 6:3                                |
| 1994 | Lindsay Davenport Arantxa Sánchez Vicario    | Gigi Fernández Martina Navrátilová             | 7:5, 6:4                                     |
| 1993 | Patty Fendick Meredith McGrath               | Amanda Coetzer Inés Gorrochategui              | 6:2, 6:0                                     |
| 1992 | Gigi Fernández Natalla Zwierawa              | Rosalyn Fairbank Gretchen Magers               | 3:6, 6:2, 6:4                                |
| 1991 | Patty Fendick Gigi Fernández                 | Martina Navrátilová Pam Shriver                | 6:4, 7:5                                     |
| 1990 | Meredith McGrath Anne Smith                  | Rosalyn Fairbank Robin White                   | 2:6, 6:0, 6:4                                |
| 1989 | Patty Fendick Jill Hetherington              | Łarysa Neiland Natalla Zwierawa                | 7:5, 3:6, 6:2                                |
| 1988 | Rosie Casals Martina Navrátilová             | Hana Mandlíková Jana Novotná                   | 2:6, 6:0, 6:4                                |
| 1987 | Hana Mandlíková Wendy Turnbull               | Zina Garrison Gabriela Sabatini                | 6:4, 7:6(4)                                  |
| 1986 | Hana Mandlíková Wendy Turnbull               | Bonnie Gadusek Helena Suková                   | 7:6(5), 6:1                                  |
| 1985 | Hana Mandlíková Wendy Turnbull               | Rosalyn Fairbank Candy Reynolds                | 4:6, 7:5, 6:1                                |
| 1984 | Martina Navrátilová Pam Shriver              | Rosie Casals Alycia Moulton                    | 6:2, 6:3                                     |
| 1983 | Claudia Kohde-Kilsch Eva Pfaff               | Rosie Casals Wendy Turnbull                    | 6:4, 4:6, 6:4                                |
| 1982 | Barbara Potter Sharon Walsh                  | Kathy Jordan Pam Shriver                       | 6:1, 3:6, 7:6(5)                             |
| 1981 | Rosie Casals Wendy Turnbull                  | Martina Navrátilová Virginia Wade              | 6:1, 6:4                                     |
| 1980 | Sue Barker Ann Kiyomura                      | Greer Stevens Virginia Wade                    | 6:0, 6:4                                     |
| 1979 | Rosie Casals Chris Evert                     | Tracy Austin Betty Stöve                       | 3:6, 6:4, 6:3                                |
| 1977 | Kerry Ann Reid Greer Stevens                 | Sue Barker Ann Kiyomura                        | 6:3, 6:1                                     |
| 1976 | Billie Jean King Betty Stöve                 | Rosie Casals Françoise Durr                    | 6:4, 6:1                                     |
| 1975 | Chris Evert Billie Jean King                 | Rosie Casals Virginia Wade                     | 6:2, 7:5                                     |
| 1974 | Chris Evert Billie Jean King                 | Françoise Durr Betty Stöve                     | 6:4, 6:2                                     |
| 1973 | Margaret Smith Court Lesley Hunt             | Wendy Overton Valerie Ziegenfuss               | 6:1, 7:5                                     |
| 1972 | Rosie Casals Virginia Wade                   | Judy Tegart-Dalton Françoise Durr              | 6:3, 5:7, 6:2                                |
| 1971 | Rosie Casals Billie Jean King                | Françoise Durr Ann Haydon-Jones                | 6:4, 6:7, 6:1                                |